# NGC 3307
NGC 3307是一个位于长蛇座的透鏡狀星系，距离地球1.85亿光年，1836年3月22日由約翰·赫歇爾发现，属于長蛇座星系團。